# لرد جیم (فیلم ۱۹۶۵)
لرد جیم (انگلیسی: Lord Jim) فیلمی تکنی‌کالر در سبک ماجراجویی است که در سال ۱۹۶۵ منتشر شد. تهیه‌کننده، کارگردان و همچنین نویسنده فیلم‌نامه این کار ریچارد بروکس بود و پیتر اوتول و جولز باک دستیاران تهیه‌کننده بودند. در این فیلم جیمز میسون، کورد یورگنس، ایلای والاک، جک هاوکینز پل لوکاس نقش‌آفرینی کرده‌اند.
این دومین اقتباس سینمایی از رمانی به همین نام نوشته جوزف کنراد است. نخستین اقتباس فیلمی صامت محصول سال ۱۹۲۵ به کارگردانی ویکتور فلمینگ است.

## بازیگران
- پیتر اوتول - لرد جیم
- جیمز میسون - جنتلمن براون
- کورد یورگنس - کورنلیوس
- ایلای والاک - ژنرال
- جک هاوکینز - مارلو
- پل لوکاس - استاین
- آکیم تامیروف - شامبرگ
- کریستین مارکون - افسر فرانسوی